# Selina Hastings (Schriftstellerin)
Selina Hastings (geboren 5. März 1945) ist eine britische Schriftstellerin.

## Leben
Selina Hastings ist eine Tochter des Labour-Politikers Francis Hastings (1901–1990) und der Schriftstellerin Margaret Lane, sie hat eine Schwester. Ihre Mutter war in erster Ehe mit dem Schriftsteller Bryan Edgar Wallace verheiratet. 
Hastings studierte am St Hugh’s College der University of Oxford und machte einen Master-Abschluss. Sie arbeitete 14 Jahre als Literaturredakteurin bei The Daily Telegraph und acht Jahre bei Harper’s & Queen.
Hastings schrieb Kinderbücher, darunter eine Kinderbibel, und vor allem Biographien, darunter 2014 die über ihren Vater The Red Earl („Der rote Graf“). Für die Biographie über Evelyn Waugh erhielt sie 1995 den Marsh Biography Award. Sie wurde 1994 Fellow der Royal Society of Literature. 1987 war sie Jurorin für den Booker Prize.

## Werke (Auswahl)
- The children's bible.

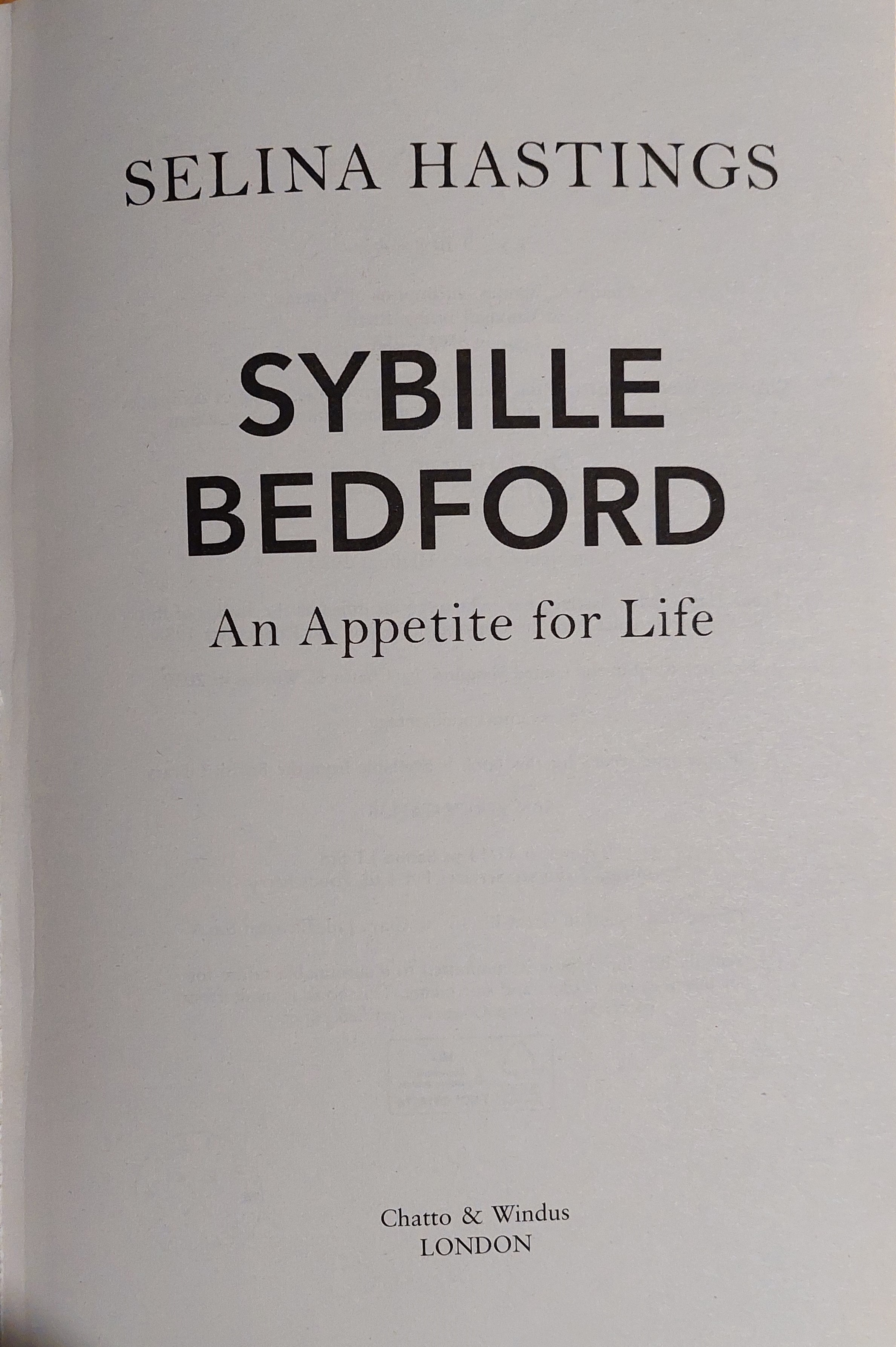
Sybille Bedford. An Appetite for Life (2020)

  - Illustrierte Bibel für Kinder / nacherzählt von Selina Hastings. Illustriert von Eric Thomas und Amy Burch. Übersetzung Maria Bühler. Augsburg: Schulte und Gerth, 1994
- Sir Gawain and the Loathly Lady (1985) (Kate Greenaway Medal)
  - Juan Wijngaard; Selina Hastings: Sir Gawain und die hässliche Alte. Aarau: Sauerländer, 1986
- Nancy Mitford. A biography (1986)
  - Nancy Mitford : eine Biographie. Übersetzung Reinhard Kaiser. Frankfurt am Main: Frankfurter Verlags-Anstalt, 1992
- The Singing Ringing Tree (1988)
- The Man Who Wanted to Live Forever (1988) 
  - Bodkin oder das Rätsel vom ewigen Leben : eine alte Geschichte nacherzählt von Selina Hastings. Mit Bildern von Reg Cartwright. Übersetzung Nele Moost. Redaktion Claudia Metz. Berlin: W. Mann, 1994
- The Firebird (1995)
- Evelyn Waugh : a biography (1995)
- Rosamond Lehmann (2002)
- The Secret Lives of Somerset Maugham (2010)
- The red earl : the extraordinary life of the 16th Earl of Huntingdon. London: Bloomsbury 2014
- Sybille Bedford: An Appetite for Life (2020)